# Eva Calvo Gómez
Pour les articles homonymes, voir Calvo et Gómez.
Eva Calvo Gómez est une taekwondoïste espagnole née le 29 juillet 1991 à Madrid. Elle a remporté la médaille d'argent en moins de 57 kg aux Jeux olympiques d'été de 2016 à Rio de Janeiro.

## Palmarès

### Jeux olympiques
- Médaille d'argent des moins de 57 kg aux Jeux olympiques de Rio de Janeiro 2016, au Brésil

### Championnats du monde
- Médaille d'argent des moins de 57 kg aux Championnats du monde de taekwondo 2015 à Tcheliabinsk, en Russie
- Médaille de bronze des moins de 57 kg aux Championnats du monde de taekwondo 2013 à Puebla, au Mexique

### Championnats d'Europe
- Médaille d'or des moins de 57 kg aux Championnats d'Europe de taekwondo 2014 à Bakou, en Azerbaïdjan

### Jeux européens
- Médaille de bronze des moins de 57 kg aux Jeux européens de 2015 à Bakou, en Azerbaïdjan

### Championnats du monde universitaires
- Médaille d'or des moins de 62 kg aux Championnats du monde universitaires de taekwondo 2012 à Pocheon, en Corée du Sud

### Jeux méditerranéens
- Médaille d'or des moins de 57 kg aux Jeux méditerranéens de 2013 à Mersin, en Turquie